# Liceo scientifico statale Augusto Righi (Bologna)
Il Liceo scientifico statale Augusto Righi è un liceo di Bologna, intitolato al fisico e politico italiano Augusto Righi. Fu tra i primi cinque Licei Scientifici d'Italia ed è il più antico della città.

## Storia
Il liceo venne istituito nel 1923 come conseguenza della Riforma Gentile che istituiva un nuovo ordine di studio, trasformando la sezione fisico-matematica dell'istituto tecnico in liceo scientifico.
La prima sede del Regio Liceo Scientifico "Augusto Righi" fu nei locali dell'Istituto tecnico Pier Crescenzi, in Piazza San Domenico. Il 16 ottobre 1940 si trasferì nella sede di porta Saragozza, dove si trova tuttora.

## Sedi

### Edificio di viale Pepoli
L'edificio fu progettato dall'Ufficio Tecnico della Provincia nel 1936-40, venne in seguito modificato sensibilmente con la sopraelevazione di un piano, a cura dell'architetto Melchiorre Bega (1898-1976) e con l'approvazione dalla Commissione Tecnica del Comune. Seguendo le dosposizioni del 5 maggio 1937 del Ministero della guerra, quasi tutto l'edificio è scantinato, per poter utilizzare i locali sotterranei come depositi in caso di conflitto bellico. Caratteristica è la facciata d'angolo, con un ampio ingresso coperto da una pensilina aggettante.
Le parti decorative, sul fronte posteriore dove si trova l'ingresso alle palestre, sono opera dello scultore bolognese Bruno Boari (1896-1964), che collaborò in quegli anni a vari progetti pubblici.
L'edificio risulta da un lato aderente ai principi estetici del Razionalismo e dell'architettura fascista, dall'altro è funzionale allo svolgimento delle attività scolastiche.